# Hong Gil-dong
Hong Gil-dong (hangul: 쾌도 홍길동; lit. "Espada rápida Hong Gil-dong") é uma série de televisão sul-coreana de 2008 estrelada por Kang Ji-hwan, no papel-título, Sung Yu-ri, Jang Keun-suk e Kim Ri-na. O drama é vagamente baseado em Hong Gil-dong, um livro de ficção sobre um personagem parecido com Robin Hood, que se passava durante a Dinastia Joseon da Coreia, mas com influências modernas e tons cômicos. Foi ao ar na KBS2 de 2 de janeiro a 26 de março de 2008, às quartas e quintas-feiras às 21h55, totalizando 24 episódios.

## Sinopse
Hong Gil-dong é filho ilegítimo de um ministro do governo. Ele é muito inteligente e perspicaz, mas foi informado de que não poderia prosseguir nenhum sonho devido ao seu status de filho ilegítimo. Assim, ele cresce passando a maior parte do tempo sendo preguiçoso e causando problemas para as pessoas ao seu redor. No entanto, um monge local conhece Gil-dong e acredita que ele destinado a algo grandioso, nisso, ele ensina artes marciais para Gil-dong. À medida que a série avança, Gil-dong percebe as muitas injustiças do local em que vive e começa a lutar a por um fim nelas roubando dinheiro dos ricos e dando aos pobres.
Heo Yi-nok é uma garota alegre, ingênua e despreocupada. No início da série, ela chega da China com o avô, que a criou desde pequena. Ela conhece e se torna amiga de Gil-dong. Yi-nok tem um passado que ela desconhece — ela não sabe que seu avô não é seu avô biológico e que seus pais verdadeiros foram assassinados. Ela eventualmente desenvolve sentimentos por Gil-dong, onde ele retribui seu amor.
Também no início da série Lee Chang-hwi chega à Coreia da China. Ele parece frio pois também tem um passado sombrio em que seu irmão mais velho, o atual rei de Joseon, tentou assassiná-lo. Chang-hwi planeja uma revolução, na qual derrubará o rei e tomará seu lugar, pois acredita ser o legítimo rei da dinastia. Ele acaba por esbarrar em Gil-dong e Yi-nok. Tanto Gil-dong quanto Yi-nok ajudam Chang-hwi a perceber as atitudes e qualidades necessárias para ser um bom monarca. Ele se alia com Gil-dong e se apaixona por Yi-nok.
Logo quando a sucessão legítima ao trono entra em jogo, Gil-dong e Yi-nok são forçados a tomar partido, ao mesmo tempo que precisam encarar os seus próprios problemas pessoais: o amor do casal, Gil-dong com os problemas do seu pai, e Yi-nok com seus pais assassinados e sua vingança.

## Elenco
- Kang Ji-hwan como Hong Gil-dong
  - Lee In-sung como Gil-dong jovem
- Sung Yu-ri como Heo Yi-nok
- Jang Keun-suk como Lee Chang-hwi
  - Choi Soo-han como Chang-hwi jovem
- Kim Ri-na como Seo Eun-hye
- Kim Jae-seung como Hong In-hyeong, meio-irmão de Gil-dong
- Cha Hyun-jung como Jung Mal-nyeo
- Park Sang-wook como Shim Soo-geun
- Choi Ran como dama da corte Noh
- Kil Yong-woo como Ministro Hong Pan-seo, pai de Gil-dong
- Ahn Suk-hwan como Ministro Seoyoon-sub, pai de Eun-hye
- Jung Eun-pyo como o monge Hye-myung, mestre de Gil-dong
- Jung Gyu-soo como o Heo mais velho
- Moon Se-yoon como Sr. Yeon
- In Sung como Chi-soo, guarda pessoal de Chang-hwi
- Lee Deok-hee como Sra. Kim
- Jo Hee-bong como Rei Gwanghae
- Maeng Ho-rim como Choi Seung-ji
- Kim Jong-seok como Eunuco Go
- Park Yong-jin como Eunuco Jang
- Choi Seung-kyung como Sr. Wang
- Byun Shin-ho como Hal Meom
- Maeng Se-chang como Gom
- Jang Ah-young como Shim Chung
- Choi Soo-ji como Rainha Inmok, mãe de Chang-hwi
- Heo In-young como esposa de Poong-san

## Audiência
| Data | Episódio | TNS Media   | TNS Media   |
| Data | Episódio | Nacional    | Seul        |
| --- | -------- | ----------- | ----------- |
| 2008-01-02 | 1        | 16.2% (6º)  | 15.9% (6º)  |
| 2008-01-03 | 2        | 15.3% (7º)  | 15.0% (7º)  |
| 2008-01-09 | 3        | 14.9% (6º)  | 14.8% (7º)  |
| 2008-01-10 | 4        | 16.2% (7º)  | 15.7% (7º)  |
| 2008-01-16 | 5        | 14.5% (8º)  | 14.2% (8º)  |
| 2008-01-17 | 6        | 15.8% (8º)  | 16.1% (9º)  |
| 2008-01-23 | 7        | 13.9% (9º)  | 13.1% (10º) |
| 2008-01-24 | 8        | 17.0% (8º)  | 16.8% (8º)  |
| 2008-01-30 | 9        | 15.7% (7º)  | 15.3% (8º)  |
| 2008-01-31 | 10       | 15.6% (8º)  | 15.1% (8º)  |
| 2008-02-06 | 11       | 14.8% (6º)  | 14.3% (6º)  |
| 2008-02-07 | 12       | 8.5% (15º)  | 8.5% (15º)  |
| 2008-02-13 | 13       | 14.0% (9º)  | 14.2% (9º)  |
| 2008-02-14 | 14       | 14.8% (9º)  | 14.9% (9º)  |
| 2008-02-20 | 15       | 13.4% (10º) | 13.2% (11º) |
| 2008-02-21 | 16       | 13.2% (9º)  | 13.3% (9º)  |
| 2008-02-27 | 17       | 13.6% (8º)  | 13.1% (8º)  |
| 2008-02-28 | 18       | 14.3% (9º)  | 14.0% (10º) |
| 2008-03-05 | 19       | 15.4% (6º)  | 15.3% (6º)  |
| 2008-03-06 | 20       | 16.0% (7º)  | 16.0% (8º)  |
| 2008-03-12 | 21       | 14.5% (6º)  | 14.6% (6º)  |
| 2008-03-19 | 22       | 14.5% (6º)  | 14.4% (6º)  |
| 2008-03-20 | 23       | 14.2% (8º)  | 14.4% (7º)  |
| 2008-03-26 | 24       | 13.8% (8º)  | 14.5% (8º)  |
| Média | Média    | 14.6%       | 14.4%       |
| - Na tabela acima, os números em azul representam a audiência mais baixa e os números em vermelho representam a audiência mais alta. |          |             |             |

## Prêmios e indicações
| Ano  | Cerimônia                   | Categoria                                             | Indicado                   | Resultado | Ref.         |
| ---- | --------------------------- | ----------------------------------------------------- | -------------------------- | --------- | ------------ |
| 2008 | 10º Mnet Asian Music Awards | Melhor Trilha Sonora                                  | "If" - Kim Taeyeon         | Indicado  | [ 4 ]        |
| 2008 | 44º Baeksang Arts Awards    | Ator Mais Popular (TV)                                | Kang Ji-hwan               | Venceu    | [ 5 ]        |
| 2008 | 44º Baeksang Arts Awards    | Atriz Mais Popular (TV)                               | Sung Yu-ri                 | Venceu    | [ 5 ]        |
| 2008 | 2º Roma Fiction Fest        | Melhor Produtor de Televisão, categoria de Minissérie | Hong Gil-dong              | Venceu    | [ 6 ]        |
| 2008 | 2º Korea Drama Awards       | Prêmio de Excelência, Atriz                           | Sung Yu-ri                 | Indicado  | [ 7 ] [ 8 ]  |
| 2008 | KBS Drama Awards            | Prêmio de Alta Excelência, Ator                       | Kang Ji-hwan               | Indicado  | [ 9 ] [ 10 ] |
| 2008 | KBS Drama Awards            | Prêmio de Excelência, Ator em uma Minissérie          | Jang Keun-suk              | Indicado  | [ 9 ] [ 10 ] |
| 2008 | KBS Drama Awards            | Prêmio de Excelência, Atriz em uma Minissérie         | Sung Yu-ri                 | Indicado  | [ 9 ] [ 10 ] |
| 2008 | KBS Drama Awards            | Melhor Ator Coajuvante                                | Jo Hee-bong                | Indicado  | [ 9 ] [ 10 ] |
| 2008 | KBS Drama Awards            | Melhor Jovem Ator                                     | Maeng Se-chang             | Indicado  | [ 9 ] [ 10 ] |
| 2008 | KBS Drama Awards            | Prêmio do Internauta, Ator                            | Kang Ji-hwan               | Venceu    | [ 9 ] [ 10 ] |
| 2008 | KBS Drama Awards            | Prêmio de Popularidade, Ator                          | Jang Keun-suk              | Venceu    | [ 9 ] [ 10 ] |
| 2008 | KBS Drama Awards            | Prêmio de Popularidade, Atriz                         | Sung Yu-ri                 | Venceu    | [ 9 ] [ 10 ] |
| 2008 | KBS Drama Awards            | Prêmio de Melhor Casal                                | Kang Ji-hwan e Sung Yu-ri  | Venceu    | [ 9 ] [ 10 ] |
| 2008 | KBS Drama Awards            | Prêmio de Melhor Casal                                | Jang Keun-suk e Sung Yu-ri | Indicado  | [ 9 ] [ 10 ] |

## Transmissão internacional
Na Tailândia, o drama foi ao ar dublado em tailandês sob o título ฮง กิลดอง จอมโจร โดนใจ (Hong Gil-dong Jomjone Donejai; literalmente Hong Gil-dong O Ladrão) no Channel 7, de 4 de abril de 2009 a 13 de junho de 2009, aos sábados e domingos às 09h15.